# خوسيه كارفايو
خوسيه كارفايو (بالإسبانية: José Carvallo)‏ (و. 1986  م) هو لاعب كرة قدم، من بيرو، ولد في ليما، شارك في كأس العالم لكرة القدم 2018، يلعب كحارس مرمى.

## روابط خارجية
- خوسيه كارفايو على موقع الاتحاد الدولي (مؤرشف)  (الإنجليزية)
- خوسيه كارفايو على موقع قاعدة بيانات كرة القدم.إي يو (الإنجليزية)
- خوسيه كارفايو على موقع ناشيونال فوتبول تيمز (الإنجليزية)
- خوسيه كارفايو على موقع Soccerway.com (الإنجليزية)
- خوسيه كارفايو على موقع عالم كرة القدم.نت (الإنجليزية)